# العلاقات الجورجية الميكرونيسية
العلاقات الجورجية الميكرونيسية هي العلاقات الثنائية التي تجمع بين جورجيا وولايات ميكرونيسيا المتحدة.

## مقارنة بين البلدين
هذه مقارنة عامة ومرجعية للدولتين:
| وجه المقارنة                                              | جورجيا                          | ولايات ميكرونيسيا المتحدة |
| --------------------------------------------------------- | ------------------------------- | ------------------------- |
| المساحة (كم2)                                             | 69.70 ألف                       | 702                       |
| عدد السكان (نسمة)                                         | 3.72 مليون                      | 105.54 ألف                |
| الكثافة السكانية (ن./كم²)                                 | 53.37                           | 15.03 ألف                 |
| العاصمة                                                   | تبليسي، كوتايسي                 | باليكير                   |
| اللغة الرسمية                                             | اللغة الجورجية، اللغة الأبخازية | لغة إنجليزية              |
| العملة                                                    | لاري جورجي                      | دولار أمريكي              |
| الناتج المحلي الإجمالي (بليون دولار)                      | 15.16 مليار                     | 336.43 مليون              |
| الناتج المحلي الإجمالي (تعادل القوة الشرائية) بليون دولار | 35.68 مليار                     | 365.27 مليون              |
| الناتج المحلي الإجمالي الاسمي للفرد دولار أمريكي          | 3.79 ألف                        | 3.02 ألف                  |
| الناتج المحلي الإجمالي للفرد دولار أمريكي                 |                                 |                           |
| مؤشر التنمية البشرية                                      | 0.754                           | 0.640                     |
| رمز المكالمات الدولي                                      | +995                            | +691                      |
| رمز الإنترنت                                              | .ge، .გე ‏                       | .fm                       |
| المنطقة الزمنية                                           | ت ع م+04:00                     |                           |

## منظمات دولية مشتركة
يشترك البلدان في عضوية مجموعة من المنظمات الدولية، منها:
| علم المنظمة | اسم المنظمة                   | تاريخ انضمام جورجيا | تاريخ انضمام ولايات ميكرونيسيا المتحدة |
| ----------- | ----------------------------- | ------------------- | -------------------------------------- |
|             | يونسكو                        | 7 أكتوبر 1992       | 19 أكتوبر 1999                         |
|             | الاتحاد الدولي للاتصالات      | 7 يناير 1993        | 18 مارس 1993                           |
|             | الأمم المتحدة                 | 31 يوليو 1992       | 17 سبتمبر 1991                         |
|             | مؤسسة التمويل الدولية         | 29 يونيو 1995       | 24 يونيو 1993                          |
|             | البنك الدولي للإنشاء والتعمير | 7 أغسطس 1992        | 24 يونيو 1993                          |
|             | مؤسسة التنمية الدولية         | 31 أغسطس 1993       | 24 يونيو 1993                          |

## وصلات خارجية
- موقع وزارة الخارجية الجورجية